# Bruce Savage
William Bruce Savage, né le 21 décembre 1960 à Hollywood en Floride, est un ancien joueur international américain de soccer ayant évolué au poste de défenseur, avant de devenir entraîneur.
Son fils, Keith, est également joueur de soccer.

## Biographie

### Carrière de joueur

#### Carrière en sélection
Avec l'équipe des États-Unis, il joue 16 matchs (pour aucun but inscrit) entre 1983 et 1991. Il figure notamment dans le groupe des sélectionnés lors de la Gold Cup de 1991.
Il participe également aux Jeux olympiques de 1988. Lors du tournoi olympique, il joue trois matchs : contre le Costa-Rica, l'Italie et l'Egypte.

## Palmarès
États-Unis
- Gold Cup (1) :
  - Vainqueur : 1991.